# 貝盧諾多洛米蒂國家公園
46°18′N 12°04′E / 46.300°N 12.067°E

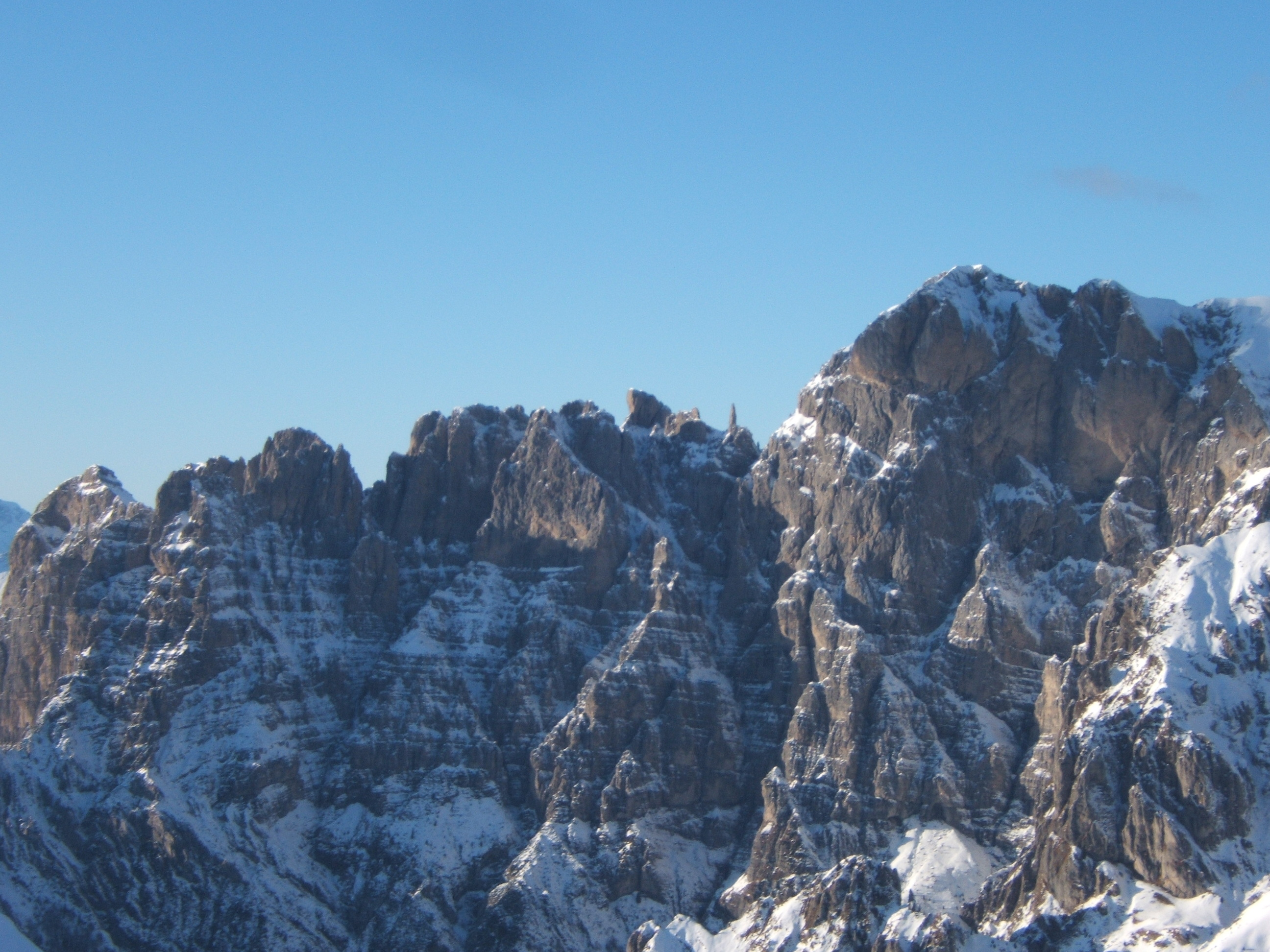

貝盧諾多洛米蒂國家公園是意大利的國家公園，位於該國北部，處於貝盧諾省，成立於1988年，面積32平方公里，有杜鵑花、高山火絨草、闊葉樹等生長。